# Chặng đua MotoGP Pháp 2024
Chặng đua MotoGP Pháp 2024 là chặng đua thứ 5 của mùa giải đua xe MotoGP 2024. Chặng đua diễn ra từ ngày 10 tháng 5 năm 2024 đến ngày 12 tháng 5 năm 2024 ở trường đua Bugatti, Pháp.
Ở thể thức MotoGP, tay đua Jorge Martin của đội đua Pramac là người giành pole và giành chiến thắng cả 2 cuộc đua Sprint race và đua chính.

## Kết quả cuộc đua Sprint race
| Stt                                                             | Số xe | Tay đua               | Đội đua                           | Xe      | Lap | Kết quả    | Xuất phát | Điểm |
| --------------------------------------------------------------- | ----- | --------------------- | --------------------------------- | ------- | --- | ---------- | --------- | ---- |
| 1                                                               | 89    | Jorge Martín          | Prima Pramac Racing               | Ducati  | 13  | 19:49.694  | 1         | 12   |
| 2                                                               | 93    | Marc Márquez          | Gresini Racing MotoGP             | Ducati  | 13  | +2.280     | 13        | 9    |
| 3                                                               | 12    | Maverick Viñales      | Aprilia Racing                    | Aprilia | 13  | +4.174     | 3         | 7    |
| 4                                                               | 23    | Enea Bastianini       | Ducati Lenovo Team                | Ducati  | 13  | +4.798     | 10        | 6    |
| 5                                                               | 41    | Aleix Espargaró       | Aprilia Racing                    | Aprilia | 13  | +7.698     | 6         | 5    |
| 6                                                               | 31    | Pedro Acosta          | Red Bull GasGas Tech3             | KTM     | 13  | +9.185     | 7         | 4    |
| 7                                                               | 49    | Fabio Di Giannantonio | Pertamina Enduro VR46 Racing Team | Ducati  | 13  | +11.190    | 4         | 3    |
| 8                                                               | 43    | Jack Miller           | Red Bull KTM Factory Racing       | KTM     | 13  | +11.516    | 11        | 2    |
| 9                                                               | 25    | Raúl Fernández        | Trackhouse Racing                 | Aprilia | 13  | +12.257    | 14        | 1    |
| 10                                                              | 20    | Fabio Quartararo      | Monster Energy Yamaha MotoGP      | Yamaha  | 13  | +12.699    | 8         |      |
| 11                                                              | 88    | Miguel Oliveira       | Trackhouse Racing                 | Aprilia | 13  | +13.492    | 12        |      |
| 12                                                              | 21    | Franco Morbidelli     | Prima Pramac Racing               | Ducati  | 13  | +15.578    | 9         |      |
| 13                                                              | 5     | Johann Zarco          | LCR Honda Castrol                 | Honda   | 13  | +16.439    | 15        |      |
| 14                                                              | 73    | Álex Márquez          | Gresini Racing MotoGP             | Ducati  | 13  | +16.816    | 17        |      |
| 15                                                              | 33    | Brad Binder           | Red Bull KTM Factory Racing       | KTM     | 13  | +16.969    | 22        |      |
| 16                                                              | 30    | Takaaki Nakagami      | LCR Honda Idemitsu                | Aprilia | 13  | +19.123    | 19        |      |
| 17                                                              | 37    | Augusto Fernández     | Red Bull GasGas Tech3             | KTM     | 13  | +23.618    | 20        |      |
| 18                                                              | 10    | Luca Marini           | Repsol Honda Team                 | Honda   | 13  | +27.854    | 21        |      |
| Ret                                                             | 72    | Marco Bezzecchi       | Pertamina Enduro VR46 Racing Team | Ducati  | 9   | Tai nạn    | 5         |      |
| Ret                                                             | 42    | Álex Rins             | Monster Energy Yamaha MotoGP      | Yamaha  | 6   | Tai nạn    | 16        |      |
| Ret                                                             | 36    | Joan Mir              | Repsol Honda Team                 | Honda   | 4   | Bỏ cuộc    | 18        |      |
| Ret                                                             | 1     | Francesco Bagnaia     | Ducati Lenovo Team                | Ducati  | 3   | Lỗi cơ khí | 2         |      |
| Fastest sprint lap: Marco Bezzecchi (Ducati) – 1:30.852 (lap 3) |       |                       |                                   |         |     |            |           |      |
| Kết quả chính thức                                              |       |                       |                                   |         |     |            |           |      |

## Kết quả đua chính thể thức MotoGP
| Stt                                                       | Số xe | Tay đua               | Đội đua                           | Xe      | Lap | Kết quả    | Xuất phát | Điểm |
| --------------------------------------------------------- | ----- | --------------------- | --------------------------------- | ------- | --- | ---------- | --------- | ---- |
| 1                                                         | 89    | Jorge Martín          | Prima Pramac Racing               | Ducati  | 27  | 41:23.709  | 1         | 25   |
| 2                                                         | 93    | Marc Márquez          | Gresini Racing MotoGP             | Ducati  | 27  | +0.446     | 13        | 20   |
| 3                                                         | 1     | Francesco Bagnaia     | Ducati Lenovo Team                | Ducati  | 27  | +0.585     | 2         | 16   |
| 4                                                         | 23    | Enea Bastianini       | Ducati Lenovo Team                | Ducati  | 27  | +2.206     | 10        | 13   |
| 5                                                         | 12    | Maverick Viñales      | Aprilia Racing                    | Aprilia | 27  | +4.053     | 3         | 11   |
| 6                                                         | 49    | Fabio Di Giannantonio | Pertamina Enduro VR46 Racing Team | Ducati  | 27  | +9.480     | 4         | 10   |
| 7                                                         | 21    | Franco Morbidelli     | Prima Pramac Racing               | Ducati  | 27  | +9.868     | 9         | 9    |
| 8                                                         | 33    | Brad Binder           | Red Bull KTM Factory Racing       | KTM     | 27  | +10.353    | 22        | 8    |
| 9                                                         | 41    | Aleix Espargaró       | Aprilia Racing                    | Aprilia | 27  | +11.392    | 6         | 7    |
| 10                                                        | 73    | Álex Márquez          | Gresini Racing MotoGP             | Ducati  | 27  | +13.442    | 17        | 6    |
| 11                                                        | 25    | Raúl Fernández        | Trackhouse Racing                 | Aprilia | 27  | +24.201    | 14        | 5    |
| 12                                                        | 5     | Johann Zarco          | LCR Honda Castrol                 | Honda   | 27  | +26.809    | 15        | 4    |
| 13                                                        | 37    | Augusto Fernández     | Red Bull GasGas Tech3             | KTM     | 27  | +27.426    | 20        | 3    |
| 14                                                        | 30    | Takaaki Nakagami      | LCR Honda Idemitsu                | Honda   | 27  | +30.026    | 19        | 2    |
| 15                                                        | 42    | Álex Rins             | Monster Energy Yamaha MotoGP      | Yamaha  | 27  | +30.936    | 16        | 1    |
| 16                                                        | 10    | Luca Marini           | Repsol Honda Team                 | Honda   | 27  | +40.000    | 21        |      |
| Ret                                                       | 20    | Fabio Quartararo      | Monster Energy Yamaha MotoGP      | Yamaha  | 16  | Tai nạn    | 8         |      |
| Ret                                                       | 43    | Jack Miller           | Red Bull KTM Factory Racing       | KTM     | 16  | Tai nạn    | 11        |      |
| Ret                                                       | 88    | Miguel Oliveira       | Trackhouse Racing                 | Aprilia | 16  | Lỗi cơ khí | 12        |      |
| Ret                                                       | 36    | Joan Mir              | Repsol Honda Team                 | Honda   | 14  | Tai nạn    | 18        |      |
| Ret                                                       | 72    | Marco Bezzecchi       | Pertamina Enduro VR46 Racing Team | Ducati  | 3   | Tai nạn    | 5         |      |
| Ret                                                       | 31    | Pedro Acosta          | Red Bull GasGas Tech3             | KTM     | 2   | Tai nạn    | 7         |      |
| Fastest lap: Enea Bastianini (Ducati) – 1:31.107 (lap 23) |       |                       |                                   |         |     |            |           |      |
| Kết quả chính thức                                        |       |                       |                                   |         |     |            |           |      |

## Bảng xếp hạng sau chặng đua
|   | Stt | Tay đua           | Điểm |
| - | --- | ----------------- | ---- |
|   | 1   | Jorge Martín      | 129  |
|   | 2   | Francesco Bagnaia | 91   |
| 3 | 3   | Marc Márquez      | 89   |
| 1 | 4   | Enea Bastianini   | 89   |
|   | 5   | Maverick Viñales  | 81   |

|  | Stt | Xưởng đua | Điểm |
|  | --- | --------- | ---- |
|  | 1   | Ducati    | 170  |
|  | 2   | KTM       | 107  |
|  | 3   | Aprilia   | 100  |
|  | 4   | Yamaha    | 28   |
|  | 5   | Honda     | 17   |

|   | Stt | Đội đua                     | Điểm |
| - | --- | --------------------------- | ---- |
|   | 1   | Ducati Lenovo Team          | 180  |
| 1 | 2   | Prima Pramac Racing         | 144  |
| 1 | 3   | Aprilia Racing              | 132  |
|   | 4   | Gresini Racing MotoGP       | 122  |
|   | 5   | Red Bull KTM Factory Racing | 91   |